# José Francisco de Obando
José Francisco de Obando y Solís (Cáceres, 1698 - Grote Oceaan, 1755) was Spaans koloniaal bestuurder en van 20 juli 1750 tot juli 1754 gouverneur-generaal van de Filipijnen. Obandao was markies van Obando en ridder in de orde van Calatrava.
Obando had tijdens zijn periode als gouverneur-generaal van de Filipijnen conflicten met de Audienca en met de aartsbisschop van Manilla. In 1754 kreeg Obando bovendien te maken met veelvuldige aanvallen door de Moro’s (zoals de Spanjaarden de moslims uit het zuiden noemden). Vele dorpen in de door de Spanjaarden beheerste gebieden werden aangevallen. Het bleef hierbij niet beperkt tot de zuidelijke gebieden, maar de aanvallen werden tot in de Visayas en Luzon uitgevoerd. Dorpen werden geplunderd, huizen werden in brand gestoken, lokale dorpelingen en Spanjaarden werden vermoord en vele duizenden Filipino’s werden gevangengenomen. De gouverneur had anticiperend op de verwachte aanvallen door de Moro’s een vloot laten klaarmaken, maar voor hij die kon gaan inzetten was zijn periode als gouverneur voorbij.
Hij werd opgevolgd door Pedro Manuel de Arandía Santisteban. Op de terugreis van Manilla naar Acapulco op het Manillagaljoen Santisima Trinidad in 1755 overleed Obando.